# Georg von Möllendorff

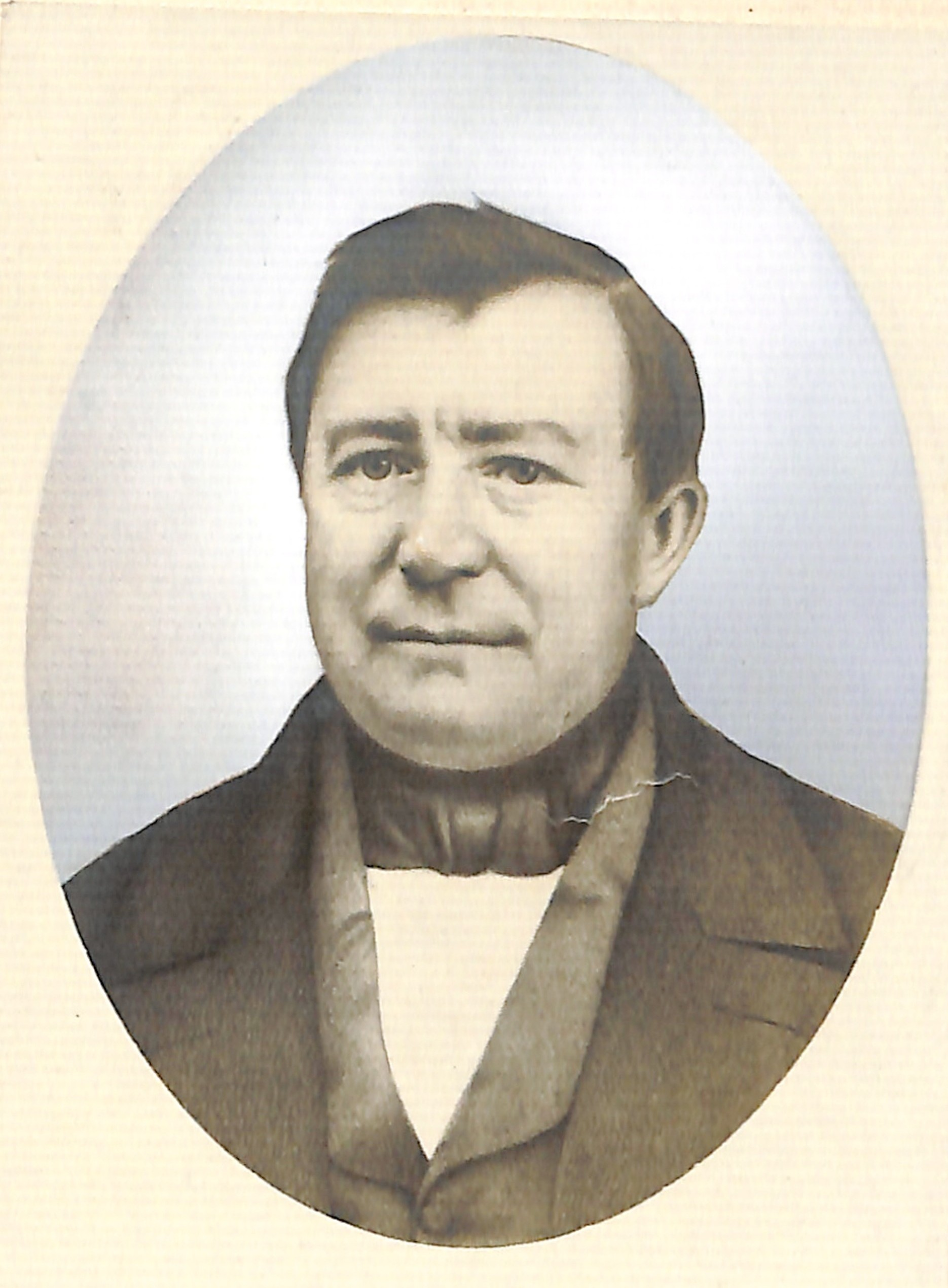
Heinrich Ludwig Friedrich Christian Georg von Möllendorff

Heinrich Ludwig Friedrich Christian Georg von Möllendorff (* 26. September 1811 in Brünkendorf; † 22. September 1861 in Görlitz) war königlicher Ökonomie-Kommissionsrat und Präsident der naturforschenden Gesellschaft zu Görlitz.

## Leben

### Herkunft
Georg entstammt dem alten Adelsgeschlecht von Möllendorff (Leuchterwappen) aus der Altmark. Er war der Sohn von Georg Heinrich von Möllendorff (1778–1854) und seiner zweiten Ehefrau Elisabeth Edem (1780–1869). Sein Vater war Herr auf Brünkendorf und Dargelütz, königlich preußischer Lieutenant und später Holzwärter in Pampin.

### Lebensweg
Zum Zeitpunkt seiner Geburt war Georgs Vater einer der reichsten Gutsbesitzer in der Gegend. Durch die Auswirkungen der Koalitionskriege änderte sich das jedoch sehr schnell und die Familie verlor ihr komplettes Vermögen. Infolgedessen musste sein Vater eine Anstellung als Holzwärter in Mecklenburg annehmen. Bis zu seinem 14. Lebensjahr lebte Georg in einfachen Verhältnissen mit seiner Mutter in Pritzwalk und ging dort in die Bürgerschule. Danach besuchte er durch die finanzielle Unterstützung seines wohlhabenden Onkels, dem Deichhauptmann von Möllendorff, das Gymnasium in Zerbst. Krankheitsbedingt musste Georg als Secundaner von der Schule abgehen und wurde von da an auf Kosten seines Onkels auf dem Lande von Privatlehrern in Ökonomie unterrichtet.
Nach seiner Ausbildung arbeitete er erst in Havelberg, später dann in Berlin und schloss 1840 das Examen als Kommissar ab. Bald darauf erhielt er eine Anstellung als Beamter in Brandenburg. Als er für fünf Jahre nach Zehdenick versetzt wurde, gründete er dort einen landwirtschaftlichen und einen wissenschaftlichen Verein. Es folgten weitere Versetzungen nach Rothenburg/Oberlausitz und Hoyerswerda.
Bereits während seines Aufenthaltes in Rothenburg trat er im Jahr 1847 der naturforschenden Gesellschaft in Görlitz als Mitglied bei und als er 1849 nach Görlitz versetzt wurde, intensivierte er seine Mitarbeit bei der Ökonomiesektion der Gesellschaft. Im Jahr 1855 wurde er zum Präsidenten der Gesellschaft gewählt und schaffte es in kürzester Zeit die schlechte finanzielle Lage zu verbessern und neue Mitglieder zur Mitarbeit in der Gesellschaft zu gewinnen. Durch die Einführung regelmäßiger wissenschaftlicher Vorträge und die weitere Veröffentlichung von Abhandlungen erhielt die Gesellschaft überregionale Beachtung.
Unter Georg von Möllendorf wurde der Bau des Hauses der Gesellschaft realisiert. Das Museum wurde am 26. Oktober 1860 feierlich eingeweiht und machte die Sammlungen der Gesellschaft einer breiten Öffentlichkeit zugänglich.

Georg Möllendorff starb am 22. September 1861 durch einen Schlaganfall während eines Spaziergangs. Aus Dankbarkeit übernahm die naturforschende Gesellschaft die Kosten für das Begräbnis und für die Grabstätte ihres Präsidenten. In seinem Nachruf wurden folgende Worte der Anerkennung geäußert:

„Möllendorf zeichnete sich aus durch organisatorisches Talent. Ihm gelang, das Interesse, welches für die naturforschende Gesellschaft fast erkaltet war, wieder rege zu machen, es dahin zu bringen, dass, wer in der Stadt Sinn für Wissenschaft hatte, sich als Mitglied meldete.“

Er wurde auf dem Städtischen Friedhof in Görlitz beigesetzt. Seine Grabstätte existierte bis zum Jahr 1935.

### Ehrungen
Georg von Möllendorff war Ehrenmitglied der Oberlausitzischen Gesellschaft der Wissenschaft in Görlitz.

### Familie
Georg von Möllendorff heiratete am 4. Juni 1841 Charlotte Rosamunde Ulrike Emma, geborene Meyer (1817–1872). Von seinen Kindern erlangten insbesondere seine beiden Söhne der Diplomat Paul Georg (1847–1901) und der Zoologe Otto Franz (1848–1903) große Bekanntheit.

## Veröffentlichungen
- Georg von Möllendorff: Ueber die Excremente der Pflanzen. In: Abhandlungen der naturforschenden Gesellschaft zu Görlitz. Fünfter Band, zweites Heft. Heynsche Buch- und Kunsthandlung, Görlitz 1850, S. 90.
- Georg von Möllendorff: Ueber Versteinerungen. In: Abhandlungen der naturforschenden Gesellschaft zu Görlitz. Sechster Band, erstes Heft. Heynsche Buch- und Kunsthandlung, Görlitz 1851, S. 36.
- Georg von Möllendorff: Die Regenverhältnisse Deutschlands. In: Abhandlungen der naturforschenden Gesellschaft zu Görlitz. Siebenter Band, erstes Heft. Heynsche Buch- und Kunsthandlung, Görlitz 1855, S. 1.
- Georg von Möllendorff: Ueber die Einführung heckenartiger Einfriedungen der Arcker in der Oberlausitz. Preisschrift. Im Selbstverlag der Oberlausitzischen Gesellschaft der Wissenschaften, Görlitz 1859.
- Georg von Möllendorff: Die Regenverhältnisse Deutschlands und die Anwendbarkeit der Regenbeobachtungen bei Ent- und Bewässerungen und gewerblichen Anlagen. Buchhandlung E. Remer, Görlitz 1862.